# USA (альбом King Crimson)
USA — концертний альбом британського гурту King Crimson, випущений 3 травня 1975 року.

## Композиції
1. Walk On…No Pussyfooting — 0:35
2. Larks' Tongues in Aspic (Part II) — 7:03
3. Lament — 4:21
4. Exiles — 7:09
5. Asbury Park — 7:06
6. Easy Money — 6:41
7. 21st Century Schizoid Man — 8:40

## Учасники запису
- Роберт Фріпп — гітара, вокал
- Білл Бруфорд — ударні
- Девід Кросс[en] — клавіші
- Джон Веттон — вокал, бас